# Guan Yi (virologue)
Guan Yi (chinois simplifié : 管 轶 ; chinois traditionnel : 管 軼 ), né en 1962, est virologue spécialisée sur l'évolution et la pathogenèse de la grippe et d'autres variantes respiratoires émergentes.
En 2014, il est classé 11e dans le classement mondial par Thomson Reuters (maintenant connu sous le nom de Clarivate Analytics) parmi les chercheurs mondiaux dans le domaine de la microbiologie
Ses recherches sur le SRAS, une maladie respiratoire virale a permis d'éviter l'éclosion de cette maladie en 2004 en Chine.  
Il est directeur du Laboratoire d'État pour les maladies infectieuses émergentes à l'Université de Hong Kong.

## Biographie
Guan Yi obtient son doctorat en médecine à l'Université de Nanchang, son diplôme de médecine avancée du Peking Union Medical College (en) et son doctorat en microbiologie de l'Université de Hong Kong.
Guan Yi a identifié les principaux précurseurs et voies de transmission de la variante de la grippe H5N1 qui circulent en Asie du Sud-Est, en Europe et en Afrique et a fourni la plupart des souches de vaccins H5N1 pré-pandémiques recommandées par l'Organisation mondiale de la santé.
En 2000, Guan Yi lance et organise un réseau de surveillance systématique de la grippe, dans les populations humaines, porcines, de volaille et d'oiseaux migrateurs, dans le sud de la Chine. Ces premières expérimentations ont permis une meilleure compréhension de l'écologie, de l'évolution et de la dissémination des virus de la grippe aviaire.
En 2004, il initie une enquête étiologique sur le SRAS dans la province de Guangdong où son équipe de recherche identifie le virus sur les marchés d'animaux sauvages, démontrant ainsi la source zoonotique du coronavirus du SRAS.
Au début de 2017, Guan Yi averti que le virus de la grippe H7N9 « constituait la plus grande menace pour l'humanité que tout autre au cours des 100 dernières années ».

### Coronavirus 2019-2020
En janvier 2020, lors d'une interview par Caixin sur le SARS-CoV-2, Guan Yi avertit que le coronavirus pourrait être dix fois pire que l'épidémie de Sars en 2003. Il déclare aux médias : « Les dernières mesures prises par le gouvernement de Wuhan - interdisant à ses citoyens de quitter la ville - sont arrivées trop tard et n’aideront pas à empêcher la propagation du virus » et révèle également ses inquiétudes « j'ai traversé tant de [foyers de maladie], et je n'ai jamais eu peur. La plupart [des épidémies] sont gérables, mais cette fois j'ai peur ». Ses propos différent de la plupart des médias d'Etat chinois, affirmant que la pandémie est maîtrisée. 
Fin mars 2020, lors de l'épidémie de COVID-19, il est co-auteur d'une publication une étude dans Nature affirmant que le pangolin est l'un des hôtes des coronavirus de type SRAS dont le commerce international et la contrebande pourrait être un moyen d'émergence de virus.

## Publications
Dans le cadre de ses fonctions, Guan Yi a supervisé plus de 280 articles scientifiques dont environ une vingtaine en tant qu'auteur principal.
En 2005, Time a présenté Guan comme l'un de ses 18 « héros de la santé mondiale » et, en 2006, l'a nommé « héros asiatique » pour son travail de recherche sur le virus de la grippe.